# Тернопільська обласна державна адміністрація
Тернопільська обласна державна адміністрація — місцевий орган виконавчої влади в Тернопільській області, який діє на основі Закону України «Про місцеві державні адміністрації» і Типового регламенту та керується Конституцією України, Законами України, Указами Президента України, розпорядженнями КМ України, розпорядженнями і дорученнями голови ОДА.
У зв'язку з широкомасштабним вторгненням Росії 24 лютого 2022 року набула статусу військової адміністрації.

## Функції
Є юридичною особою, має печатку із зображенням Державного Герба України та своїм найменуванням, рахунки в банках України. На будинку, де розміщені структурні підрозділи ОДА, піднято Державний Прапор України.
ОДА в межах відповідної адміністративної одиниці забезпечує:
- виконання Конституції, Законів України, актів Президента України, КМ України й ін. органів виконав. влади вищого рівня;
- законність і правопорядок, дотримання прав і свобод громадян;
- виконання державних та регіональних програм соціально-культурного розвитку, охорони довкілля;
- підготовку і виконання відповідних бюджетів та програм;
- взаємодію з органами місцевого самоврядування;
- реалізацію інших наданих державою, а також делегованих відповідною радою повноважень.

Розпорядження голови ОДА, прийняті в межах його компетентності, обов'язкові для виконання на відповідній території для всіх органів державної влади, підприємств, установ та організацій, посадових осіб і громадян.
Апарат ОДА здійснює правове, інформаційно-аналітичне, методичне, кадрове, матеріально-технічне та організаційне забезпечення діяльності ОДА, систематичну перевірку виконання актів законодавства та розпоряджень голови.
В ОДА діють структурні підрозділи за основними напрямками роботи. Фінансове та матеріально-технічне забезпечення — в межах коштів, передбачених у Державному бюджеті України. Регламент, чисельність працівників, структуру і штатний розклад затверджує голова. ОДА діє на засадах:
- відповідальність перед людиною і державою за свою роботу,
- верховенство права,
- законність,
- пріоритетність прав людини,
- гласність,
- поєднання державних і місцевих інтересів.

## Керівництво
- Голова — Негода В'ячеслав Андронович.
- Перший заступник голови — Куйбіда Степан Васильович.
- Заступники голови — Журба Павло Олександрович, Устенко Віктор Володимирович, Важинський Володимир Михайлович.
- Керівник апарату облдержадміністрації — Беспоповцева Світлана Теодозіївна.

Докладніше див.: Представники Президента України у Тернопільській області та голови Тернопільської ОДА.

## Цікаві факти
21 травня 2015 року до Дня вишиванки 350 працівників Тернопільської обласної державної адміністрації та Тернопільської обласної ради встановлено своєрідний рекорд — найбільша кількість державних службовців у вишиванках на одному фото і наймасовіше виконання пісні Олександра Білаша та Дмитра Павличка «Два кольори».
У Тернополі керівник обласної ради Михайло Головко звітував про результати за рік своєї роботи.